# Ilex mucronulata
Ilex mucronulata är en järneksväxtart som beskrevs av José Cuatrecasas. Ilex mucronulata ingår i släktet järnekar, och familjen järneksväxter. Inga underarter finns listade i Catalogue of Life.